# NGC 7396
NGC 7396 is een spiraalvormig sterrenstelsel in het sterrenbeeld Vissen. Het hemelobject werd op 12 oktober 1827 ontdekt door de Britse astronoom John Herschel.

## Synoniemen
- UGC 12220
- MCG 0-58-7
- ZWG 379.10
- IRAS 22498+0049
- PGC 69889